# (5187) Domon
(5187) Domon es un asteroide perteneciente a la familia de Coronis en el cinturón de asteroides, es un asteroide perteneciente al cinturón de asteroides, descubierto el 15 de octubre de 1990 por Kin Endate y el también astrónomo Kazuro Watanabe desde el Observatorio de Kitami, Hokkaidō, Japón.

## Designación y nombre
Designado provisionalmente como 1990 TK1. Fue nombrado Domon en honor a Ken Domon, artista japonés y fotógrafo de prensa de reconocimiento mundial. Nacido en la ciudad de Sakata, desarrolló lo que llegó a ser conocido como "realismo Domon". Entre sus obras, constan colecciones de fotografías, incluyendo sus famosas "Hiroshima" y "Niños en Chikuno".

## Características orbitales
Domon está situado a una distancia media del Sol de 2,926 ua, pudiendo alejarse hasta 3,136 ua y acercarse hasta 2,715 ua. Su excentricidad es 0,071 y la inclinación orbital 3,021 grados. Emplea 1828,25 días en completar una órbita alrededor del Sol.

## Características físicas
La magnitud absoluta de Domon es 12,5. Tiene 9 km de diámetro y su albedo se estima en 0,291.